# Main Event der World Series of Poker 1981
Das Main Event der World Series of Poker 1981 war das Hauptturnier der zwölften Austragung der Poker-Weltmeisterschaft in Las Vegas.

## Turnierstruktur
Das Hauptturnier der World Series of Poker in No Limit Hold’em startete am 19. Mai und endete mit dem Finaltisch am 24. Mai 1981. Ausgetragen wurde das Turnier im Binion’s Horseshoe in Las Vegas. Die insgesamt 75 Teilnehmer mussten ein Buy-in von je 10.000 US-Dollar zahlen, für sie gab es neun bezahlte Plätze.

## Finaltisch
Der Finaltisch wurde am 24. Mai 1981 ausgespielt. In der finalen Hand gewann Ungar mit A♥ Q♥ gegen Green mit 10♠ 9♦.
| Platz | Herkunft           | Spieler       | Preisgeld (in $) |
| ----- | ------------------ | ------------- | ---------------- |
| 1     | Vereinigte Staaten | Stu Ungar     | 375.000          |
| 2     | Vereinigte Staaten | Perry Green   | 150.000          |
| 3     | Vereinigte Staaten | Gene Fisher   | 075.000          |
| 4     | Vereinigte Staaten | Ken Smith     | 037.500          |
| 5     | Vereinigte Staaten | Bill Smith    | 037.500          |
| 6     | Vereinigte Staaten | Jay Heimowitz | 030.000          |